# كارل فليتشير
كارل فليتشير (26 ديسمبر 1971 ببليموث في المملكة المتحدة - ) هو لاعب كرة قدم كندي في مركز الدفاع. شارك مع منتخب كندا لكرة القدم. أما مع النوادي، فقد لعب مع إمباكت مونتريال وفيرجينيا بيتش مارينرز وToronto Lynx ‏ وRochester Rhinos ‏ وتورونتو بلِيزارد ‏ وأتلانتا سيلفرباكس وToronto Rockets (soccer) ‏.

## وصلات خارجية
- كارل فليتشير على موقع الاتحاد الدولي (مؤرشف)  (الإنجليزية)
- كارل فليتشير على موقع قاعدة بيانات كرة القدم.إي يو (الإنجليزية)
- كارل فليتشير على موقع ناشيونال فوتبول تيمز (الإنجليزية)